# Kanton Aubin
Der Kanton Aubin war bis 2015 ein französischer Wahlkreis im Département Aveyron und in der Region Midi-Pyrénées. Er umfasste vier Gemeinden im Arrondissement Villefranche-de-Rouergue; sein Hauptort (frz.: chef-lieu) war Aubin. Die landesweiten Änderungen in der Zusammensetzung der Kantone brachten im März 2015 seine Auflösung. Vertreter im conseil général des Départements war zuletzt Pierre Beffre (PS).

## Gemeinden
| Gemeinde | Einwohner Jahr | Fläche km² | Bevölkerungsdichte | Code INSEE | Postleitzahl |
| -------- | -------------- | ---------- | ------------------ | ---------- | ------------ |
| Aubin    | 3.944 (2013)   | 27,23      | 145 Einw./km²      | 12013      | 12110        |
| Cransac  | 1.578 (2013)   | 6,91       | 228 Einw./km²      | 12083      | 12110        |
| Firmi    | 2.436 (2013)   | 29,13      | 84 Einw./km²       | 12100      | 12300        |
| Viviez   | 1.320 (2013)   | 6,53       | 202 Einw./km²      | 12305      | 12110        |